# Lance Doss
Lance Doss je americký zpěvák, kytarista a skladatel. Vyrůstal v Birminghamu v Alabamě a studoval hudbu na Alabamské univerzitě. V roce 1997 se stal členem doprovodné skupiny velšského hudebníka a skladatele Johna Calea, v níž strávil několik let. Později hrál i na jeho albu HoboSapiens (2003). Vystupoval s ním také například v televizním pořadu The Tonight Show. Rovněž hrál na albu Undrentide skupiny Mediæval Bæbes, jehož byl Cale producentem. Později působil v bluesrockovém uskupení The Sydney Greenstreet Band, s nímž roku 2015 vydal album nazvané SGSB. Během své kariéry spolupracoval s řadou dalších hudebníků, mezi něž patří například Ruth Gerson a Steve Holley. Rovněž vystupuje sólově.

## Diskografie
- Firewater (The Syrens, 1994)
- The Murmurs (The Murmurs, 1994)
- The Butterfly Zone (Lillie Palmer, 1996)
- Marry Me Jane (Marry Me Jane, 1996)
- Santiago (The Chieftains, 1996)
- Enjoy Your Dessert (John Paul Montagna, 1998)
- The Same Desperado (Joy Askew, 2000)
- Undrentide (Mediæval Bæbes, 2000)
- Pretty Town (Robert Scheffler, 2002)
- A Gift of Love, Vol. 2 (Deepak Chopra, 2002)
- HoboSapiens (John Cale, 2003)
- 4 Songs (Olivia Greer, 2003)
- The Reluctant Dog (Steve Holley, 2003)
- Thread of Blue (Dãna Mase, 2004)
- This Can't Be My Life (Ruth Gerson, 2010)
- SGSB (The Sydney Greenstreet Band, 2015)
- Half Live (The Sydney Greenstreet Band, 2017)
- EP (The Sidney Green Street Band, 2021)